# Cancillería Real de Navarra
La Cancillería Real de Navarra, «entendida como el organismo responsable de la expedición de los documentos intitulados a nombre del rey y sellados con su sello», fue creada en el siglo XI aunque remodelada y organizada posteriormente, en el siglo XIII, cuando va adquiriendo mayor peso y relevancia dentro de la administración del reino. Fundamentalmente seguía un modelo francés, debido a su vinculación con la monarquía francesa y contaba con un canciller (normalmente un alto eclesiástico que era miembro del Consejo Real), un vicecanciller, varios notarios y escribanos. Estaba ubicada en Pamplona.

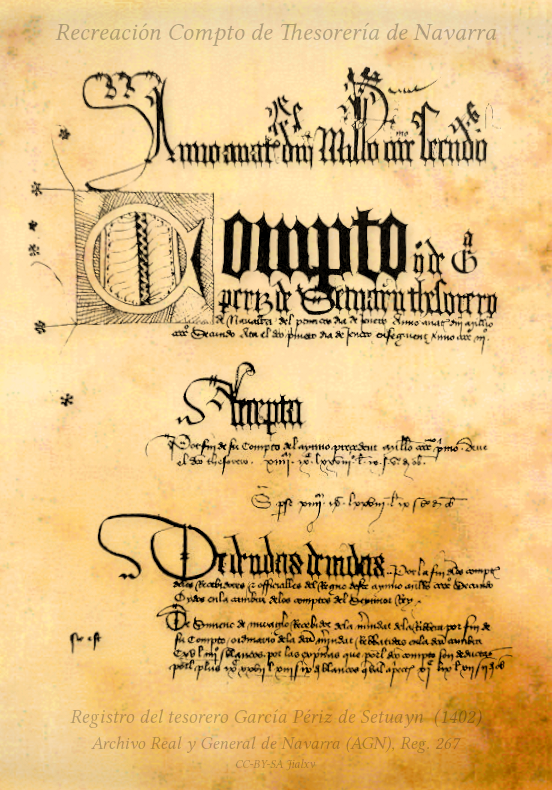
Uno de los numerosos ejemplos de comptos (cuentas) conservados el Archivo Real y General de Navarra es este decorado registro de tesorería de 1402 (AGN, Comptos Reg. 267) firmado por García Périz de Setuáin, tesorero de Navarra. La Cámara de Comptos de Navarra (tribunal de cuentas imitando el modelo francés), que venía funcionando desde varios años antes (quizá un siglo) pasó a ser un órgano desde el 18 de febrero de 1365.

## Historia
La figura del canciller, como recoge la Gran enciclopedia de Navarra, era la «responsable de las funciones de expedir, autentificar y, en su caso, sacar copia y archivar los documentos reales, aparece documentado en la corte navarra desde Sancho VI el Sabio (1150-1194).» Con Sancho VII el Fuerte, según recoge José María Lacarra, fue canciller «Fernando Pérez de Funes, arcediano de la catedral de Calahorra, que dirigió, por encargo de Sancho el Fuerte, la confección de una Biblia puramente pictórica ilustrada con 871 escenas del Antiguo y Nuevo Testamento, vidas de santos y Apocalipsis de San Juan. La Biblia fue terminada en 1197, y poco después el mismo taller de Pamplona, dirigido por el propio Ferrando Pérez de Funes, produjo para un personaje desconocido otra Biblia ilustrada similar, que consta de 976 ilustraciones. Todo ello es índice del alto nivel artístico que había alcanzado la corte del rey Sabio a finales del siglo XII.»
En la Baja Edad Media, se mantiene el cargo del canciller de Navarra, aunque comienza a tener una función más honorífica que efectiva en lo referente a las atribuciones genuinas del cargo, llegando a jurar, durante la toma de posesión del cargo, «no sellar ningún documento que conllevase una enajenación del patrimonio real.»
Durante el reinado Teobaldo I de Navarra (1234-1253) figura con este título el champañés Guido. Durante el período de unión entre la Corona francesa y la navarra (1274-1328) no hubo una cancillería real en Navarra al despacharse toda la documentación en la corte franca.
En las ordenanzas de 1413 promulgadas por Carlos III se disponía que «el canciller —al que auxiliaban algunos clérigos— o el vicecanciller asistieran a las audiencias del tribunal de la Cort.
En 1351 se percibían tasas del sello de la Corte, en contra de la opinión de los oidores de la Cámara de Comptos. Al año siguiente se perdió tal derecho el año siguiente que sería recuperado nuevamente en 1370 de la mano de Juan Cruzat.

Por lo que respecta a la «retribución básica, la de Francés de Villaespesa ascendía el año 1400 a 6 florines diarios, a lo que se añadían otros ingresos complementarios.»

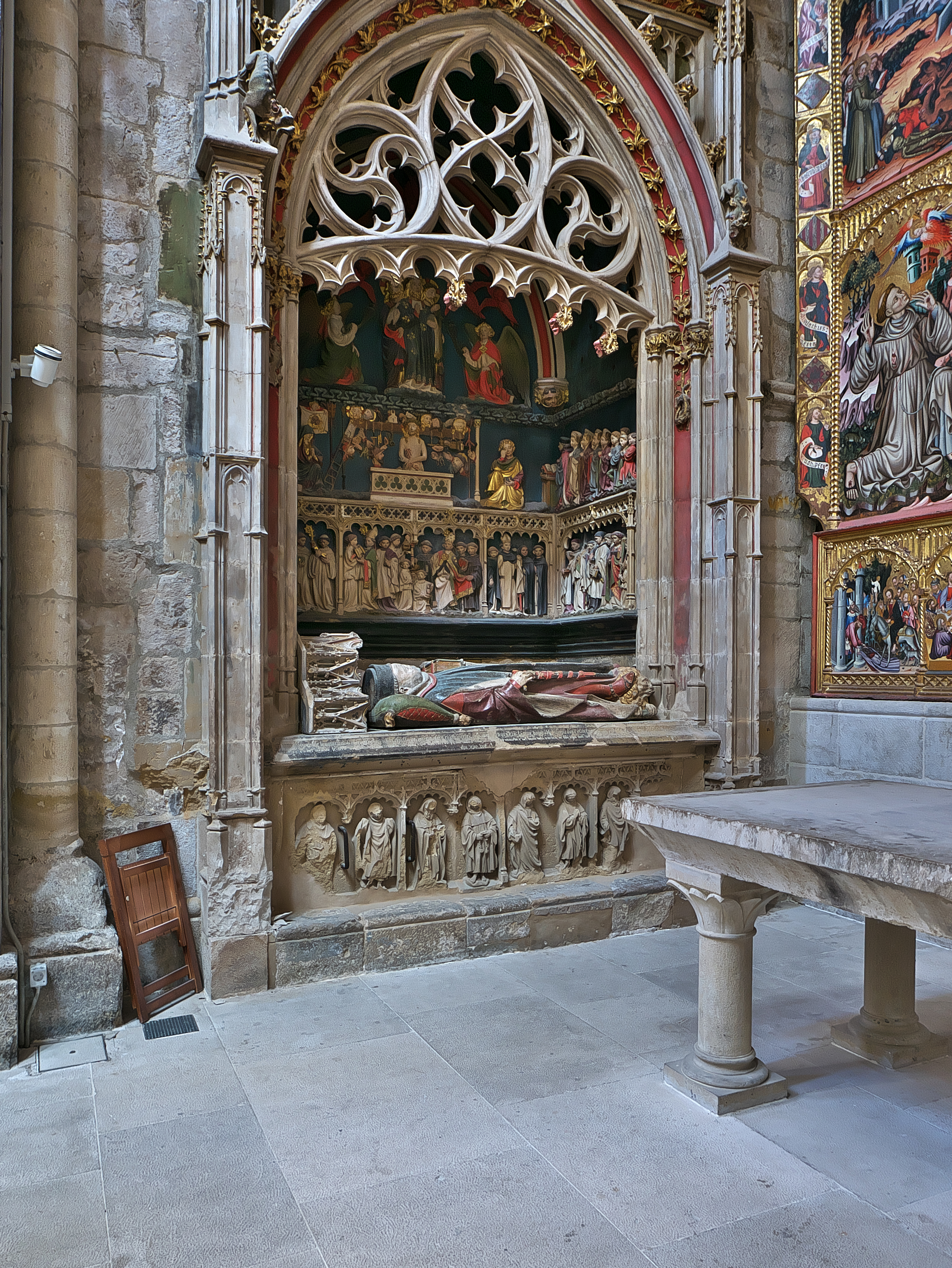
Sepulcro de Mossén Francisco de Villaespesa e Isabel de Ujué, Catedral de Tudela

### SigloXIV
Esta situación cambió con la dinastía de Evreux (1328-1440) con la que el trono de Navarra se escinde de Francia y resurge de nuevo la figura del canciller. Entre 1328-1375 serán ocho los cancilleres de origen francés que se suceden al frente de este organismo: 
- Felipe de Melún (1329-1332).
- Juan de Saint-Germainmont (1332-1342 [1345]).
- Guillermo de Chaumont (1346-1349).
- Dreu Jordán (1350-1351).
- Tomás de Ladit (1351-1358).
- Pedro Bourgeois (1359).
- Roberto Porte (1359-1364).
- Juan de Hanneucourt (1364-1375).

Esta frecuencia de cargos franceses viene explicada porque los titulares no residían en Navarra sino en Francia, cerca de los reyes navarros que pasaban largas estancias en aquellos dominios.
En primer lugar por Felipe de Melún (o Philippe de Melun), al parecer primo de Felipe III y su principal consejero, ejerció un papel determinante como «director del equipo de funcionarios franceses que se fueron sucediendo al frente de la administración de Navarra.» Además de canciller, Felipe de Meleun actuó como lugarteniente del rey (1328-1343), además de ser arcediano de Reims, obispo de Chalons sur Marne (1335-1339) y arzobispo de Sens (1339-1344).
Durante el reinado de Carlos II de Navarra (1349-1387) el cargo de canciller lo ocupó Tomás de Ladit, canónigo de Reims y de Chartres, y racionero de la iglesia parroquial Falces desde 1331. Fue víctima de los amotinados en París durante la Grande Jacquerie (1358) que arrojaron su cadáver al Sena. Le sucedieron Pedro Bourgeois, Roberto Porte y Juan de Hannecourt, también franceses. 
En 1370 aparece como canciller Juan Cruzat, deán de Tudela. Después, desde 1375, consta también Martín de Zalba, nombrado obispo de Pamplona en 1377, y en 1390 cardenal por el papa de Aviñón; allí se trasladó, cerca de Benedicto XIII, que confiaba mucho de él.

### SigloXV
A partir de 1397 le sucedió Francés de Villaespesa y, tras él, primero interinamente (como «guarda de la cancillería», en 1426) y luego plenamente (1432-1434), se menciona a García de Falces que «presenta la singularidad, frente al nombramiento de los demás cancilleres del siglo, de haber recaído en un profesional de la escritura y de la expedición de documentos.» Anteriormente ya había sido secretario del rey, notario del Tribunal de la Cort y, como se ha indicado, vicecanciller. «Es, por tanto, el primer canciller de la época que suma a los habituales servicios cortesanos y diplomáticos al rey, la práctica del oficio de expedición de documentos reales.»
Tras la incorporación a Castilla en 1512, «perdió gran parte de sus funciones, que fueron asumidas por el Consejo Real y la Cámara de Comptos, que emitía toda la documentación real relacionada con el Consejo, así como la de tipo económico y hacendístico por la Cámara.»